# Landesvertretung Baden-Württemberg (Bonn)

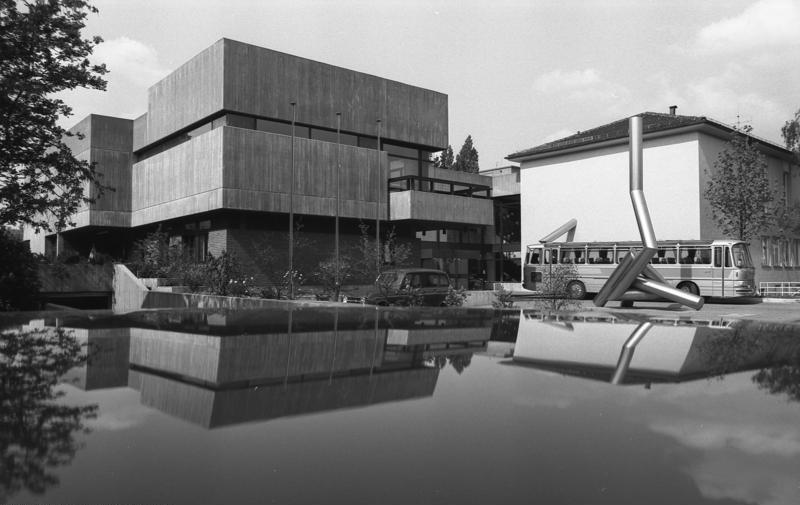
Landesvertretung Baden-Württemberg (1974)

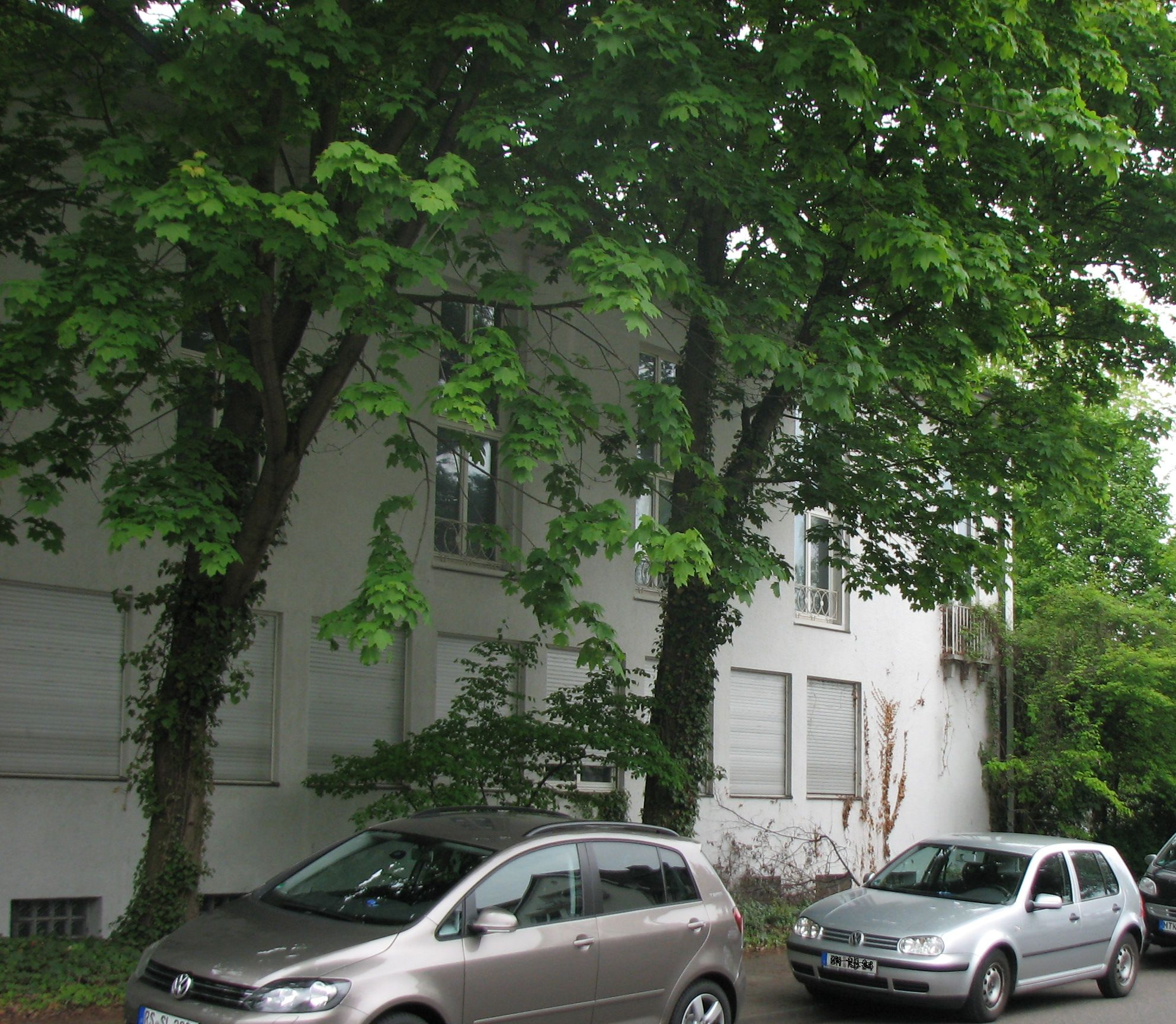
Denkmalgeschützte Fassade der ehemaligen Landesvertretung (2010)

Die Vertretung des Landes Baden-Württemberg beim Bund hatte von 1954 bis 2000 ihren Sitz im Bonner Parlaments- und Regierungsviertel. Sie lag im Ortsteil Gronau an der Schlegelstraße (Ecke Welckerstraße) rückwärtig der Willy-Brandt-Allee (B 9) im Zentrum des Bundesviertels, gegenüber der Bayerischen Landesvertretung. Ein Großteil der ehemaligen Vertretung wurde 2011 für das neue Bürogebäude brandtelf abgerissen.

## Geschichte
Die drei Gründungsländer von Baden-Württemberg – Baden, Württemberg-Baden und Württemberg-Hohenzollern – unterhielten ab 1949/50 in Bonn eigene Landesvertretungen in getrennten Gebäuden: Baden in Kessenich (Scharnhorststraße 9; heute Aloys-Schulte-Straße), Württemberg-Baden in der Südstadt (Lennéstraße 8) und Württemberg-Hohenzollern ebenfalls in der Südstadt (Marienstraße 6). 1952 hatte noch Württemberg-Baden das Grundstück Schlegelstraße 2 für den neu zu gründenden Südweststaat gekauft. Nach dem Baubeginn 1953 wurde die Landesvertretung 1954 fertiggestellt und am 25. Januar 1955 eingeweiht.
Eine Erweiterung und ein Umbau von 1970 bis 1972 nach Plänen des Staatlichen Hochbauamts (Peter Conradi und Hermann Reichenecker) in Stuttgart verdoppelte die Größe der Liegenschaft in etwa. Der zwei- bis dreigeschossige Bau war deutlich von der Straßenfront abgerückt und umschloss von drei Seiten einen für Veranstaltungen genutzten Innenhof. Vor dem Eingang des Erweiterungsbaus war seit 1973 die Röhrenplastik 8/73 des Bildhauers Erich Hauser aufgestellt. Von 1989 bis 1991 wurde nach Ankauf der benachbarten Grundstücke Schlegelstraße 10–12 und Heussallee 3 sowie dem Abriss der dortigen Wohnhäuser aus der Nachkriegszeit ein neues Gästehaus als Ersatz für das bisherige in der Argelanderstraße errichtet und zudem der Altbau saniert. Das neue, freistehende Gästehaus war in einen Gästeflügel mit 16 Gästezimmern entlang der Schlegelstraße sowie einen Wohn- und Empfangsbereich an der Heussallee mit vier Dienstwohnungen (davon drei für Regierungsmitglieder) sowie Konferenz- und Empfangsräumen gegliedert.

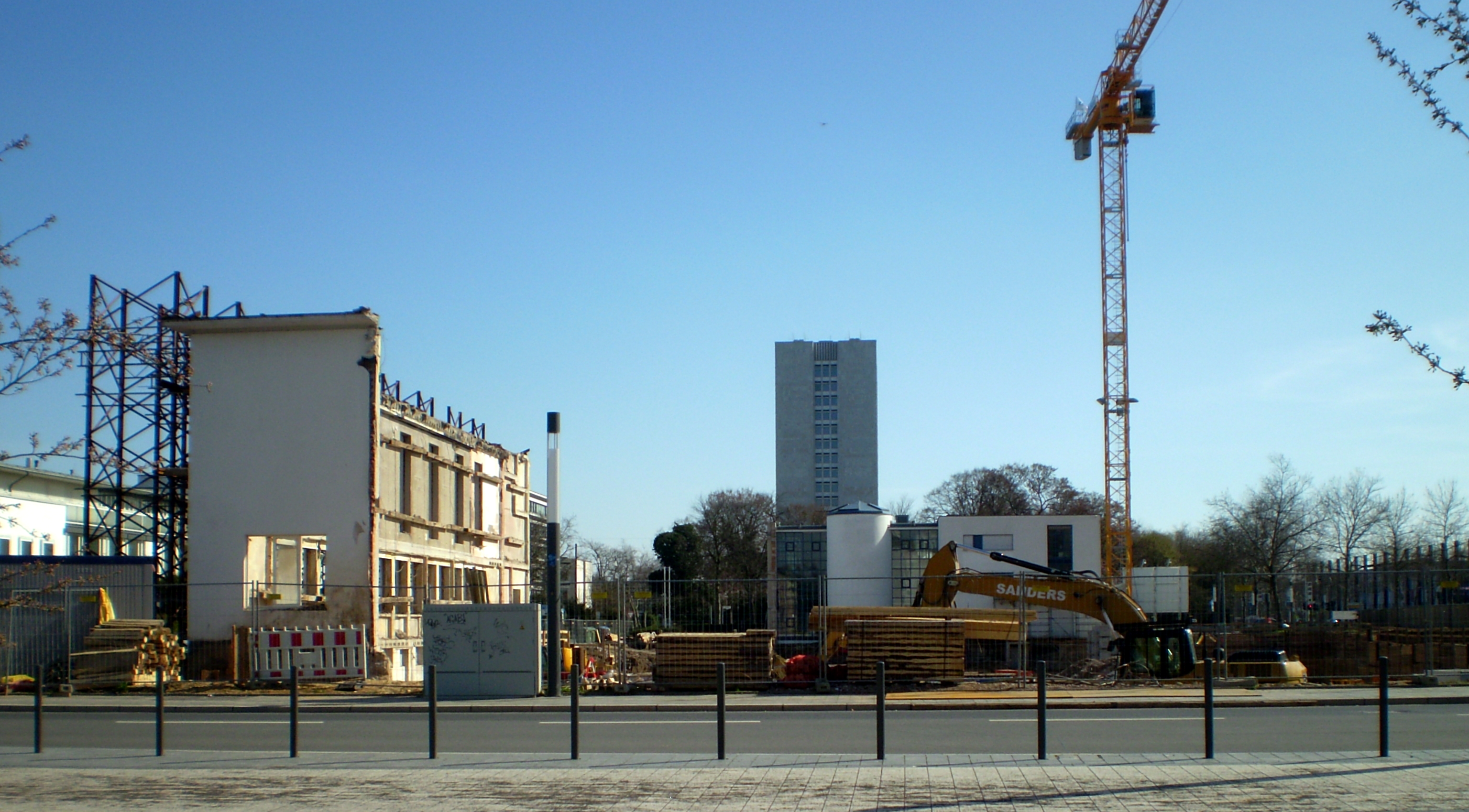
Baufeld an der ehemaligen Landesvertretung mit übriggebliebenem Fassadenteil (2011)

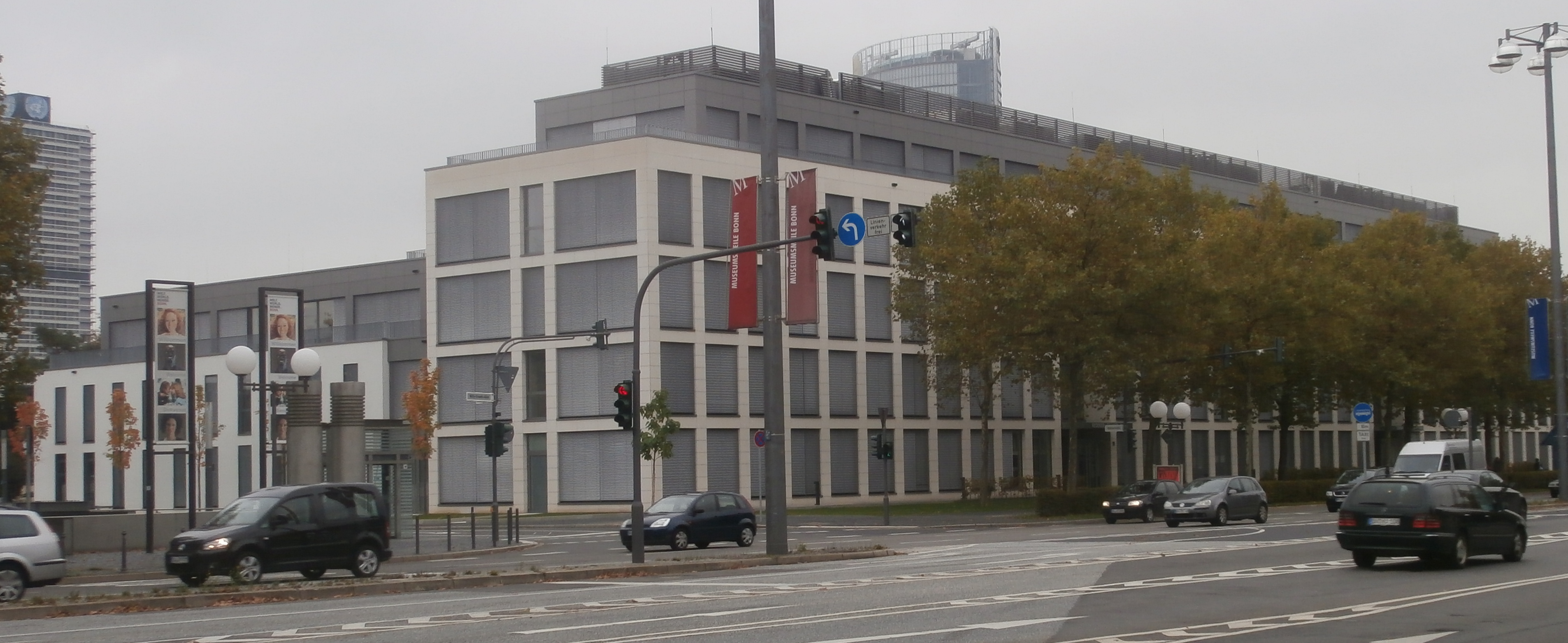
Bürogebäude Brandtelf (2013)

Im Zuge der Verlegung des Parlaments- und Regierungssitzes (1999/2000) zog die Vertretung Baden-Württembergs mit zuletzt 71 Mitarbeitern im Juni 2000 nach Berlin um. 2001 konnte die Liegenschaft an einen Investor verkauft werden, der das vormalige Gästehaus (Heussallee 3) an eine Schönheitsklinik vermietete, jedoch die ehemalige Vertretung nach einer Insolvenz 2008 zwangsversteigern musste. Der neue Eigentümer errichtete dort 2011/12 bis zur Willy-Brandt-Allee hin ein viergeschossiges Bürogebäude namens brandtelf mit einer Bürofläche von 12.000 Quadratmetern. Die ehemalige Landesvertretung wurde dabei bis auf die nunmehrige Klinik (nur der Wohn- und Empfangsbereich des vormaligen Gästehauses) abgerissen, der denkmalgeschützte Altbau ist mit dem zur Schlegelstraße gelegenen Teil seiner Fassade in den Neubau integriert worden. Nach der Grundsteinlegung im Mai 2011 und dem Richtfest im November 2011 wurde das Bauprojekt im Sommer 2012 fertiggestellt.

## Rezeption
„Die Bundesländer sind vor allem durch den gestaffelten Bau der Landesvertretung Baden-Württemberg (1972) am Reigen der künstlerisch wertvollen Leistungen im Bonner Raum beteiligt.“